# Shakira Caine
Shakira Caine   (St. Cuthbert's Mission, 23 de febrer de 1947) (nom de naixementː Baksh) és una ex-actriu guyanès-britànica, model de moda i guanyadora de concursos de bellesa (havent participat a Miss Món 1967, on va ser finalista). Està casada amb l'actor anglès Michael Caine.

## Biografia
Baksh va néixer el 23 de febrer de 1947 a la Guaiana Britànica (actual Guyana) de pares indis musulmans. La seva mare era modista i ella aspirava a seguir els seus passos i es va convertir en dissenyadora de moda.
Als 19 anys, mentre treballava com a secretària a l'ambaixada britànica, va ser animada a participar al concurs de Miss Guyana de 1967, que va guanyar. Més tard va aconseguir el tercer lloc al concurs Miss Món del 1967 celebrat a Londres, on va decidir quedar-se per iniciar una carrera de model.
Baksh va aparèixer en diverses pel·lícules, com Some Girls Do (1969), Carry On Again Doctor (1969), Tomorrow (1970), Son of Dracula (1974) i, amb el seu marit, The Man Who Would Be King (1975). També va aparèixer en quatre episodis de la sèrie de televisió de ciència-ficció UFO : ESP, The Responsibility Seat, Identified i The Dalotek Affair. Va fer una audició per a la part de la companya de Doctor Who, Jo Grant, al costat del tercer doctor Jon Pertwee el juny de 1970.

## Vida personal

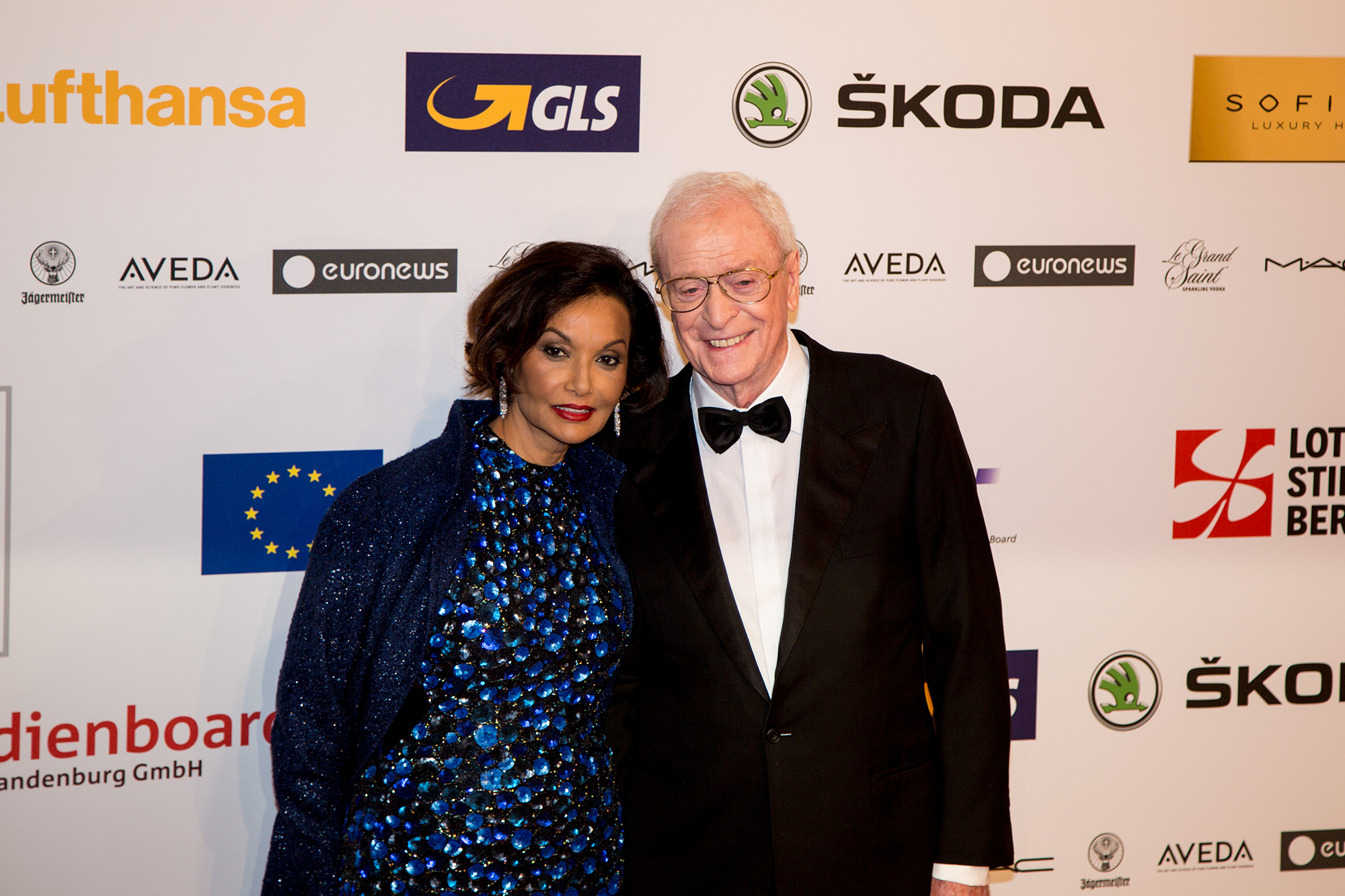
Baksh amb el seu marit Michael Caine el 2015

Després de veure Baksh al programa de preguntes de la BBC "Where in the World" i en un anunci de televisió brasiler del cafè Maxwell House el 1971, Michael Caine es va obsessionar amb trobar la dona que considerava "la dona més bella que havia vist mai". D'un amic del negoci de la publicitat, va descobrir que vivia no massa lluny d'ell a Londres. La parella es va casar a l'hotel d'Alger el 8 de gener de 1973 i tenen una filla.
Baksh és musulmana, mentre que el seu marit és cristià. Va reflexionar a The Guardian el 2009: "La meva dona és musulmana i fa coses musulmanes; jo sóc cristià i faig coses cristianes, i mai sorgeixen preguntes. La visió mediàtica dels musulmans és diferent de la meva, que és molt benigna i pacífica".

## Filmografia

### Films
| Any  | Títol                           | Rol                     | Director        | Notes                       |
| ---- | ------------------------------- | ----------------------- | --------------- | --------------------------- |
| 1969 | Algunes noies ho fan            | Robot observador exòtic | Ralph Thomas    | sense acreditar             |
| 1969 | Continua de nou doctor          | Scrubba                 | Gerald Tomàs    | sense acreditar             |
| 1969 | Al Servei Secret de Sa Majestat | Extra al Casino         | Pere R. Hunt    | sense acreditar             |
| 1970 | Demà                            | Amic de Karl            | Val Convidat    | sense acreditar             |
| 1973 | Fill de Dràcula                 | Gobernadora             | Freddie Francis | acreditat com Shakira Baksh |
| 1975 | L'home que seria rei            | Roxanne                 | John Huston     | paper final de pel·lícula   |

### Televisió
| Any       | Títol | Rol                               | Notes                       |
| --------- | ----- | --------------------------------- | --------------------------- |
| 1970-1971 | OVNI  | Joanna, operativa SHADO, cambrera | tots els rols no acreditats |